# Nova vas, Preddvor
Nova vas je naselje v Občini Preddvor, 1 km severno od Preddvora. Včasih je bila vas znana tudi pod nemškim imenom Neudorf.